# 反平行四邊形

反平行四邊形

在幾何學中，反平行四邊形（Antiparallelogram，或稱contraparallelograms、crossed parallelograms）是一種非凸四邊形，和平行四邊形同樣有兩對邊等長的性質，但反平行四邊形有一對邊互相相交而形成複雜四邊形，其中相交的那對邊永遠是最長的那一對邊，且該對邊始終不會互相平行。
反平行四邊形是交叉四邊形（或稱折四邊形）的特例，其通常具有邊不等長的性質。另外交叉矩形是反平行四邊形的一個特例，其具有一對邊互相平行。

## 性質
所有的反平行四邊形皆軸對稱於其交叉邊的交點上。在這種對稱性下，反平行四邊形皆具有兩對邊等長和兩組角等角的特性。
因此反平行四邊形與鳶形、等腰梯形一起形成具有對稱軸的三個基本類別的四邊形之一。反平行四邊形的凸包為等腰梯形，因此每個反平行四邊形皆可以由等腰梯形的非平行邊和對角線形成。

## 在多面體中
部分星形多面體或非凸多面體具有反平行四邊形的頂點圖，例如四面半六面體、立方半八面體、小斜方立方体、小二十面半十二面体和小十二面半十二面体。
在這類多面體中，若其面沒有經過幾何中心且沒有頂點位於幾何中心的話，其對偶多面體就會存在由反平行四邊形組成的面，例如小反平行四邊形二十四面體、反平行四邊形二十四面體、小菱形十二面六十面體、大菱形十二面六十面體、小十二合二十面六十面體和大十二面二十面六十面體。
有一種非凸的彈性多面體，布里凱爾八面體可以由兩個底面為反平行四邊形的四角錐組成。

## 應用

反平行四邊形固定一非交叉邊後，其交叉邊交點之軌跡可形成一個橢圓

反平行四邊形可以應用在平面四杆机构中，其中四個固定長度的剛性梁對應於反平行四邊形的四個邊，使得對應的四個反平行四邊形頂點處的關節相對於彼此旋轉，同時，這種結構有時也稱為蝴蝶或蝴蝶結連桿。在這個結構中有一個可以使其轉換成平行四邊形的不穩定點，反之亦然。
若將反平行四邊形的其中一個未與其他邊相交之短邊固定在一個位置並令其他邊可以任意移動或轉動，則反平行四邊形相交邊上的交點之軌跡會形成一個焦點位於固定邊之頂點上的橢圓。

## 天體力學
在N体问题與牛頓万有引力定律相關的研究中，系統中心的配置扮演著重要的角色。N体问题的其中一個可行解為系統中的所有物體都繞著一個中心點公轉，有如彼此間存在剛性連接一般。例如對於一個三體系統，其有五種不同類型的解，由五個拉個朗日點決定；對一個四體系統而言，在兩兩等質量的情況下，有數值模型實驗認為其會有2組兩兩一組的物體互繞公轉，其運動模式與反平行四邊形的連桿相似。